# Дятловый древесный вьюрок
Дятловый древесный вьюрок (лат. Camarhynchus pallidus) — вид птиц из семейства танагровых. Эндемик Галапагосских островов.
Длина тела — около 15 см, вес — 20—31 грамм.
Гнездо — сферической формы из сухой травы, мха и лишайников строит самец. Вход находится сбоку. В кладке — четыре беловатых яйца с тёмными отметинами. Инкубационный период длится 12—13 дней. Птенцы оперяются через 14 дней после вылупления.
Дятловый древесный вьюрок питается членистоногими, в том числе личинками жуков. В поисках добычи вьюрок ползает вдоль ствола либо цепляясь за ветки деревьев.
Дятловый древесный вьюрок является одним из нескольких видов, которые используют инструмент для извлечения корма из расщелин в коре. Он выбирает короткие заострённые веточки или колючки кактусов, и, удерживая этот инструмент клювом, извлекает скрытую добычу. Птицы тщательно выбирают свой инструмент, пробуя различные веточки, пока не найдут подходящей, иногда неоднократно используют один и тот же и даже сами обрабатывают его для своего удобства. Во время сухого сезона птицы используют инструменты более 50 % своего времени.